# ألكسندر سبيندياريان
ألكسندر أفانسيان سبيندياريان (بالأرمنية: Ալեքսանդր Ստեփանոսի Սպենդիարյան) واسمه باللغة الروسية ألكسندر أفانسيوف سبيندياروف (الروسية: Александр Афанасьевич Спендиаров) هو موسيقار روسي أرمني ولد في يوم 1 نوفمبر 1871 في بلدة كاخوفكا في أوكرانيا حالياً لعائلة أرمنية، أكمل دراسته في العلوم الطبيعية في جامعة موسكو، تعرف بعدها على الموسيقار الروسي نيكولاي ريمسكي كورساكوف وألذي اعترف بموهبته وشجعه، ابتدع أوبرا ألماست الأرمنية، كما قام بتأليف عدة مقطوعات قومية أرمنية. ألكسندر سبيندياريان سبق له الزواج والترمل وكان له ثلاثة بنات، وتوفي في يوم 7 مايو 1928 في يريفان.

## روابط خارجية
- ألكسندر سبيندياريان على موقع IMDb (الإنجليزية)
- ألكسندر سبيندياريان على موقع ميوزك برينز (الإنجليزية)